# Alberto Calderón
Alberto Pedro Calderón (Mendoza, 14 settembre 1920 – Chicago, 16 aprile 1998) è stato un matematico argentino, vincitore del premio Wolf nel 1989.